# Kamilo Mašek

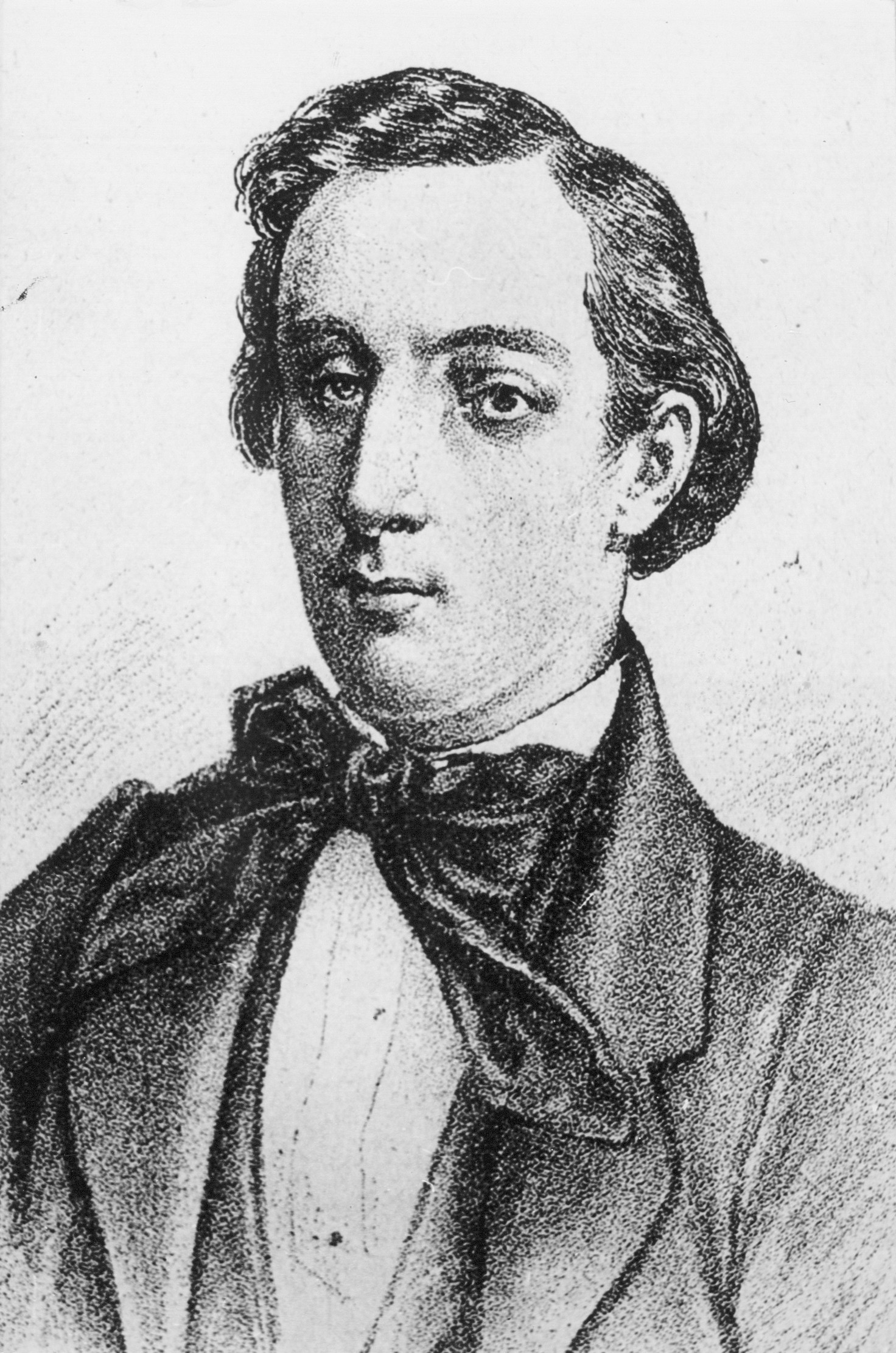
Kamilo Mašek

Kamilo Mašek (* 11. Juli 1831 in Ljubljana; † 29. Juni 1859 in Stainz) war ein slowenischer Komponist.
Mašek wurde 1854 Nachfolger seines Vaters Gašpar Mašek an der Musikschule der Philharmonischen Gesellschaft von Ljubljana. Er komponierte Orchesterwerke, Oratorien und Kirchenmusik sowie slowenische Lieder und Chöre.

## Quelle
- Alfred Baumgartner: Propyläen Welt der Musik: die Komponisten. Band 3, Propyläen-Verlag, Berlin/Frankfurt 1989, ISBN 3-549-07833-1, S. 577.

| Personendaten    | Personendaten          |
| ---------------- | ---------------------- |
| NAME             | Mašek, Kamilo          |
| KURZBESCHREIBUNG | slowenischer Komponist |
| GEBURTSDATUM     | 11. Juli 1831          |
| GEBURTSORT       | Ljubljana              |
| STERBEDATUM      | 29. Juni 1859          |
| STERBEORT        | Stainz                 |